# Співвідношення Планка-Ейнштейна
Співвідношення Планка–Ейнштейна (також відоме як співвідношення Планка, енергочастотне співвідношення Планка, рівняння Планка або формула Планка, хоча останній термін також позначає закон Планка) — фундаментальне рівняння в квантовій механіці, яке стверджує, що енергія фотона E пропорційна його частоті ν:{\displaystyle E=h\nu }Стала пропорційності h відома як стала Планка. Це співвідношення записується в кількох еквівалентних формах, в тому числі через кутову частоту ω:{\displaystyle E=\hbar \omega }де {\displaystyle \hbar =h/2\pi } — зведена стала Планка. Це співвідношення пояснює квантову природу світла та відіграє ключову роль у розумінні таких явищ, як фотоефект і випромінювання чорного тіла (де за допомогою гіпотези Планка з нього виводиться закон випромінювання Планка).

## Спектральні форми
Світло можна охарактеризувати за допомогою кількох спектральних величин, таких як частота ν, довжина хвилі λ, хвильове число {\displaystyle \scriptstyle {\tilde {\nu }}} та їх кутові еквіваленти (кутова частота ω, кутова довжина хвилі y та кутове хвильове число k). Ці величини пов'язані одна з одною формулою{\displaystyle \nu ={\frac {c}{\lambda }}=c{\tilde {\nu }}={\frac {\omega }{2\pi }}={\frac {c}{2\pi y}}={\frac {ck}{2\pi }},}де c — швидкість світла. В результаті співвідношення Планка може приймати такі «стандартні» форми{\displaystyle E=h\nu ={\frac {hc}{\lambda }}=hc{\tilde {\nu }},}а також такі «кутові» форми,{\displaystyle E=\hbar \omega ={\frac {\hbar c}{y}}=\hbar ck.}Стандартні форми використовують сталу Планка h, а кутові форми — зведену сталу Планка ħ = h/2π.

## Відношення де Бройля
Співвідношення де Бройля між імпульсом та довжиною хвилі де Бройля узагальнює співвідношення Планка на випадок, коли замість електромагнітних хвиль розглядаються хвилі матерії. Луї де Бройль стверджував, що якби частинки мали хвильову природу, співвідношення E = hν також було б застосовним і до них, і постулював, що частинки мали б довжину хвилі, рівну λ = h/p{\displaystyle p=h{\tilde {\nu }}}або{\displaystyle p=\hbar k.}Відношення де Бройля також часто записується у векторній формі{\displaystyle \mathbf {p} =\hbar \mathbf {k} ,}де p — вектор імпульсу, а k — кутовий хвильовий вектор.

## Частотна умова Бора
Частотна умова Бора стверджує, що частота фотона, поглинутого або випущеного під час електронного переходу, пов'язана з різницею енергій ΔE між двома енергетичними рівнями, що беруть участь у переході:{\displaystyle \Delta E=h\nu .}Це прямий наслідок співвідношення Планка-Ейнштейна.